# Hypoleria indecora
Hypoleria indecora är en fjärilsart som beskrevs av Richard Haensch 1905. Hypoleria indecora ingår i släktet Hypoleria och familjen praktfjärilar. Inga underarter finns listade i Catalogue of Life.